# Смирнов, Фёдор Васильевич
Фёдор Васильевич Смирнов (1865, Рыбинск, Ярославская губерния — 1936, Рыбинск) — русский журналист.

## Биография
Родился в 1865 году в Рыбинске в семье банковского служащего. Окончил Ярославскую классическую гимназию. Учился на Юридическом факультете Санкт-Петербургского университета, но за участие в революционной деятельности был исключён и арестован. После освобождения продолжил революционную деятельность и вновь оказался в заключении (в «Крестах»).
С 1892 года жил в Нижнем Новгороде, в том числе некоторое время на квартире Алексея Пешкова, с которым был в дружеских отношениях. Оставил впоследствии воспоминания о ставшем знаменитым писателе — «Молодой Горький».
В начале 1890-х годов переехал в Ярославль, где сотрудничал в газете «Северный край». Принимал активные действия по увековечиванию памяти Н. А. Некрасова: выступал со статьями, лекциями и докладами о нём, выпустил книгу перед Некрасовскими днями, организовал сбор средств на покупку части имения Грешнево с целью создать в нём народную библиотеку или даже начальную школу (осуществить не удалось). В 1903 году без подписи вышла его драма в стихах «Ванда». С 1905 года работал журналистом в Санкт-Петербурге (в том числе в газете «Товарищ»).
Перед Революцией вернулся в Рыбинск. Работал присяжным поверенным, народным судьёй-статистиком, журналистом и корректором газеты «Рабочий и пахарь». Долгие годы работал над пьесой «Царь Иван Васильевич Грозный», которую Горький признал неудачной.
Умер в Рыбинске в 1936 году.